# Steppin' Out!
Steppin' Out! — дебютний студійний альбом американського джазового саксофоніста Гарольда Віка, випущений у 1963 році лейблом Blue Note Records. Записаний 27 травня 1963 року на студії Van Gelder Studio в Енглвуд-Кліффс (Нью-Джерсі).

## Опис
Свій дебютний (як лідер) альбом тенор-саксофоніст Гарольд Вік записав у квінтеті, до якого увійшли трубач Блу Мітчелл, гітарист Грант Грін, органіст Джон Паттон і ударник Бен Діксон. Музиканти виконують чотири блюзи, одну власну композицію Віка (п'ять з шести в альбомі — його власні), а також баладу «Laura».
Альбом став єдиним для Віка, записаним на лейблі Blue Note (на момент запису йому було 27 років).

## Список композицій
1. «Our Miss Brooks» (Гароль Вік) — 7:27
2. «Trimmed in Blue» (Гарольд Вік) — 6:10
3. «Laura» (Джонні Мерсер, Девід Раскін) — 4:39
4. «Dotty's Dream» (Гарольд Вік) — 6:24
5. «Vicksville» (Гарольд Вік) — 5:39
6. «Steppin' Out» (Гарольд Вік) — 5:50

## Учасники запису
- Гарольд Вік — тенор-саксофон
- Блу Мітчелл — труба
- Грант Грін — гітара
- Джон Паттон — орган
- Бен Діксон — ударні

Технічний персонал
- Альфред Лайон — продюсер
- Руді Ван Гелдер — інженер звукозапису
- Джо Голдберг — текст до обкладинки
- Рід Майлс — дизайн і фотографія обкладинки

## Видання
| Країна | Дата | Лейбл     | Формат | Каталог  |
| ------ | ---- | --------- | ------ | -------- |
| США    | 1963 | Blue Note | LP     | BLP 4138 |